# Helcogramma nigra
Helcogramma nigra és una espècie de peix de la família dels tripterígids i de l'ordre dels perciformes.

## Hàbitat
És un peix marí de clima tropical que viu entre 1-14 m de fondària.

## Distribució geogràfica
Es troba a Papua Nova Guinea, Vanuatu i Fiji.